# Tư thế ngủ

## Sở thích ngủ
Một cuộc khảo sát tiến hành ở Canada cho thấy 39% số người được hỏi thích tư thế "khúc gỗ" ("log") (nằm nghiêng một bên, chân duỗi thẳng và hai tay để hai bên người) và 28% thích ngủ nghiêng về phía họ với hai chân co lên.
Một cuộc khảo sát của Travelodge cho thấy 50% các cặp vợ chồng khác giới người Anh ưu thích ngủ lưng đối lưng (back-to-back), không chạm (27%) hoặc chạm (23%). Tiếp theo là tư thế lưng chạm người (spooning), với người đàn ông ở phía ngoài 20% đồng thời với 8% người phụ nữ ở phía ngoài. 10% ưu chuộng tư thế 'thắt nút' (Lovers' knot, mặt đối mặt với hai chân quấn lấy vào nhau), mặc dù tất cả nhưng 2% tách ra nhau trước khi đi ngủ. "Tư thế Hollywood" (tư thế 'lãng mạn') người phụ nữ gối đầu kề tay lên ngực của người đàn ông đã được chọn 4%.

## Các vấn đề sức khỏe
Trong ấn bản năm 1958 của cuốn sách bán chạy nhất của ông, The Common Sense Book of Baby and Child Care, bác sĩ nhi khoa, bác sĩ Benjamin Spock cảnh báo không nên đặt em bé trên lưng, viết, "nếu [trẻ nhỏ] nôn, nó có nhiều khả năng bị sặc nôn mửa. " Tuy nhiên, các nghiên cứu sau đó đã chỉ ra rằng đặt trẻ nhỏ vào tư thế nằm sấp dễ tăng nguy cơ hội chứng đột tử ở trẻ sơ sinh (SIDS). Một nghiên cứu năm 2005 đã kết luận rằng "đánh giá có hệ thống các yếu tố nguy cơ có thể phòng ngừa đối với SIDS từ năm 1970 sẽ dẫn đến việc thừa nhận sớm các nguy cơ khi ngủ ở mặt trước và có thể ngăn ngừa hơn 10.000 trẻ sơ sinh tử vong ở Anh và ít nhất 50.000 ở Châu Âu, Hoa Kỳ và Australasia."
Người ta có nguy cơ bị chứng ngưng thở lúc ngủ do đường hô hấp bị nghẽn khi ngủ về phía họ  và với 30 ° hoặc cao hơn của phần trên cơ thể. Ngủ ngáy, có thể (nhưng không nhất thiết) là một chỉ báo của ngưng thở lúc ngủ do tắc nghẽn, và có thể được giảm bớt bằng cách ngủ ở một bên.
Các nghiên cứu khoa học hiện đại đã đề xuất một tác dụng có lợi của tư thế nằm nghiêng bên phải đối với tim. Cụ thể, một nghiên cứu đã đánh giá hiệu quả tự trị của ba tư thế ngủ (nằm ngửa, nằm nghiêng bên trái và nằm nghiêng bên phải) ở các đối tượng khỏe mạnh có phân tích biến thiên nhịp tim. Kết quả chỉ ra rằng hoạt động của phế vị tim (cardiac vagal) là lớn nhất khi các đối tượng ở tư thế nằm nghiêng bên phải.

## Đạo Hồi
Trong văn hóa Hồi giáo, một số tư thế ngủ được khuyến khích trong khi những số khác thì không khuyến khích dựa trên thực tiễn (Sunnah) và lời dạy của Muhammad. Do đó, nhiều người Hồi giáo ngủ ở phía bên phải của họ, đặc biệt, trong giai đoạn đầu giấc ngủ. Muhammad dạy,  "bất cứ khi nào bạn đi ngủ, thực hành sự rửa tội như thế để cầu nguyện
và nằm nghiêng về phía bên phải" [SM 2710).